# Theodore Ryder
Theodore Ryder (* 14. September 1916 in Keyport, New Jersey; † 8. März 1993 in Hartford, Connecticut), oft auch Ted Ryder genannt, zählte im Alter von fünf Jahren zu den ersten zwölf Diabetes-Patienten weltweit, die nach der Reindarstellung des Insulins mit entsprechenden Präparaten behandelt wurden. Als er 1993 im Alter von 76 Jahren starb, war er der weltweit erste Mensch mit 70 Jahren Diabetes-Dauer und der wahrscheinlich längste dokumentierte Fall von andauernder Insulinbehandlung in der Medizingeschichte. Er war darüber hinaus der letzte Überlebende der ersten zwölf mit Insulin behandelten Diabetes-Patienten.

## Leben
Theodore Ryder wurde 1916 in New Jersey geboren. Im Alter von vier Jahren entwickelte er Symptome eines Diabetes mellitus, unter anderem eine stark gesteigerte Urinausscheidung, einen ständigen starken Durst sowie einen ausgeprägten Gewichtsverlust. Zu diesem Zeitpunkt war keine Therapie zur Behandlung des Diabetes verfügbar, so dass die Erkrankung innerhalb kurzer Zeit zum Tod geführt hätte. Die einzige Behandlungsoption war eine chronische Unterernährung, die das Leben der betroffenen Patienten um etwa ein bis zwei Jahre verlängerte.

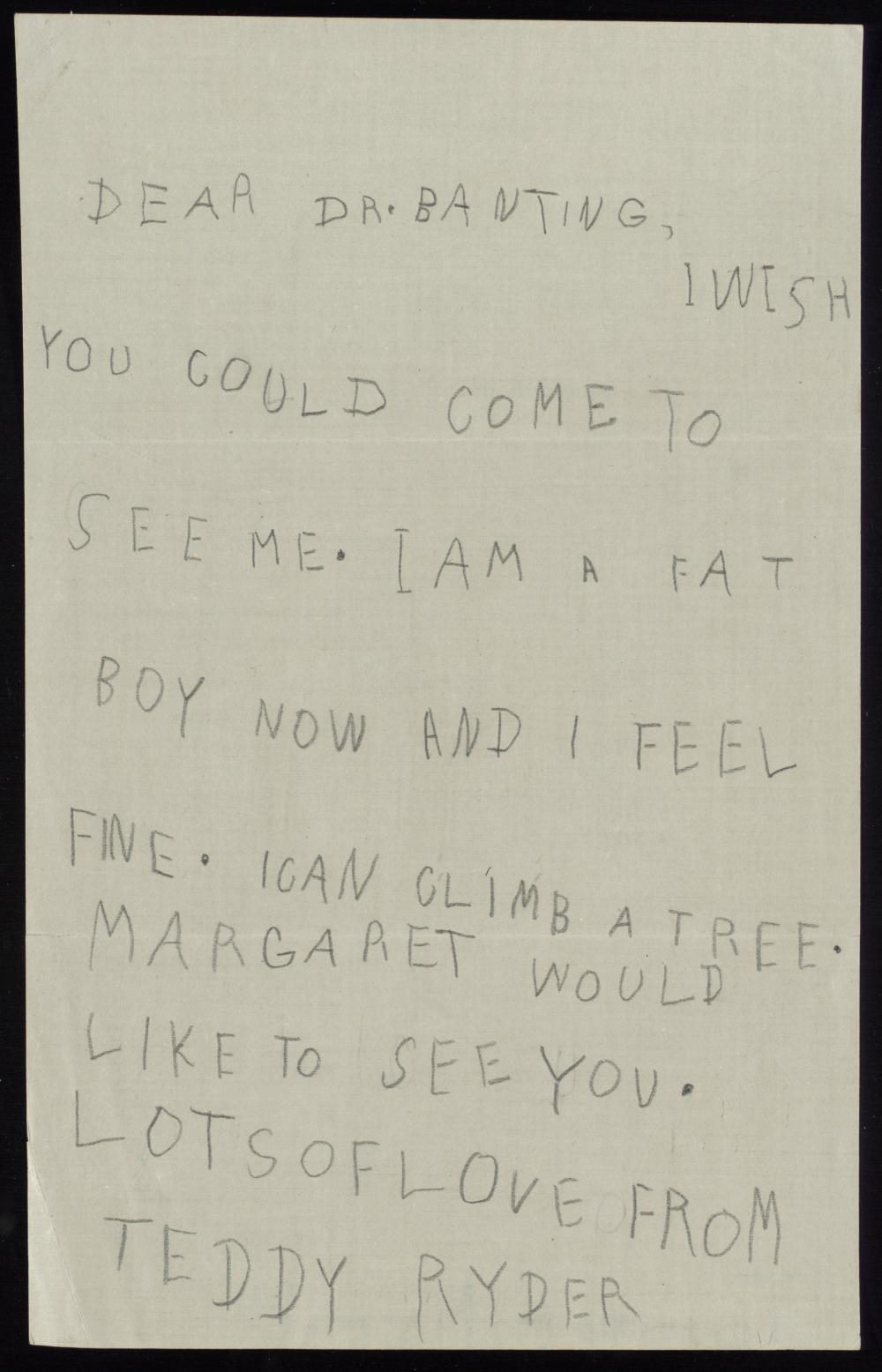
Dankesbrief an Banting

Im Frühjahr 1922 gelang den Medizinern Frederick Banting und Charles Best an der University of Toronto die Reindarstellung des Insulins aus Extrakten von Bauspeicheldrüsengewebe. Nachdem dies der Familie von Theodore Ryder bekannt geworden war, unternahm ein als Arzt in New York City tätiger Onkel den Versuch, durch ein persönliches Gespräch mit Banting die Aufnahme seines Neffen in Versuche zur Erprobung des Insulins zu erreichen. Banting gab nach anfänglichem Zögern nach und begann am 10. Juli 1922 den Jungen zu behandeln, der zu diesem Zeitpunkt im Alter von fünf Jahren nur noch 12,5 Kilogramm wog. Innerhalb weniger Monate erholte sich Theodore Ryder vollständig und wurde für das ihn behandelnde Personal zum Sinnbild der dramatischen Erfolge, die durch Insulin bewirkt wurden. Im Oktober des gleichen Jahres konnte er mit seiner Mutter nach Hause zurückkehren. In einem Dankesbrief an Banting schrieb er:

“Dear Dr. Banting, I wish you could come to see me. I am a fat boy now and I feel fine. I can climb a tree. Margaret would like to see you. Lots of love from Teddy Ryder”

„Lieber Dr. Banting, ich wünschte Sie könnten kommen um mich zu sehen. Ich bin jetzt ein dicker Junge und ich fühle mich gut. Ich kann auf einen Baum klettern. Margaret würde Sie gern sehen. Viele liebe Grüße von Teddy Ryder“

Theodore Ryder wurde Bibliothekar in Hartford, Connecticut und führte ein Leben ohne nennenswerte diabetesbedingte Komplikationen. Er blieb mit Banting bis zu dessen Tod im Jahr 1941 in Form eines regelmäßigen Briefwechsels freundschaftlich verbunden. Banting besuchte Theodore Ryder in den Jahren nach seiner Behandlung zweimal. Die Briefe von Ryder an Banting sind Teil von dessen Nachlass und mehrfach in medizinhistorischen Abhandlungen zur Medizingeschichte des Diabetes reproduziert worden, die Sammlung der Briefe von Banting an Ryder befindet sich seit 1999 im Bestand der Thomas Fisher Library an der University of Toronto. In einem dieser Briefe schrieb Banting im Dezember 1938 unter anderem:

“I shall always follow your career with interest and you will forgive me if I add, a little pride, because I shall always remember the difficult times we had in the early days of insulin. The outstanding thing I remember was your strength and fortitude in observing your diet and the manly way in which you stood up to the punishment of hypodermic injections. I am sure that you will be a success in life if you maintain the same spirit in meeting the rebuffs of the world.”

„Ich werde Dein weiteres Leben stets mit Interesse und, Du wirst mir verzeihen, auch mit ein wenig Stolz verfolgen, denn ich werde mich immer an die schwierigen Zeiten erinnern, die wir in den ersten Tagen mit dem Insulin hatten. Das Herausragende, an das ich mich erinnere, war Deine Stärke und Tapferkeit bei der Einhaltung Deiner Diät und die mutige Art, mit der Du die Belastung der Injektionen ertragen hast. Ich bin mir sicher, dass Du Erfolg im Leben haben wirst, wenn Du den Zurückweisungen des Lebens mit dem gleichen Gemüt begegnest.“

Theodore Ryder gelangte ab den 1980er Jahren zu Prominenz, da er ab diesem Zeitpunkt mit seiner Erkrankungsdauer und seinem Gesundheitszustand selbst unter langzeitüberlebenden Diabetes-Patienten eine Ausnahme darstellte. Die Amerikanische Diabetes-Gesellschaft verkauft unter dem Titel Teddy Ryder Rides Again ein Malbuch für Kinder im Vorschulalter, mit dem ihnen Grundwissen über die Erkrankung und ihre Behandlung vermittelt werden soll.